# ドラえもんのひみつ道具 (しは-しん)
ドラえもんのひみつ道具 (しは-しん) では、藤子・F・不二雄の漫画『ドラえもん』、『大長編ドラえもん』（VOL.1〜17）、藤子・F・不二雄のその他の著作に登場するひみつ道具のうち、読みが「しは」で始まるものから「しん」で始まるものまでを列挙する。

## 芝刈り魚
芝刈り魚（しばかりうお）は、「ガラパ星からきた男」（てんとう虫コミックス短編第45巻第15話に収録）に登場する。
空中を泳ぎ、プチプチプチと言いながら、庭などに生えてる芝生や雑草を食べてくれる。

## シミュレーションホログラム
シミュレーションホログラムは、『ドラえもん のび太と竜の騎士』に登場する。
さまざまな出来事をコンピューターで計算し、立体映像で虚空に投影して再現する機械。作中では白亜紀の巨大彗星による恐竜絶滅の様子を、これで再現した。

## 四面テント
四面テント（しめんテント）は、「ドラえもん大事典」（てんとう虫コミックス第11巻に収録）に登場する。
寝相の悪い人向けのテント。正四面体の形をしており、中で寝ている人の寝相に合わせてテント自体が地面を転がってくれる。

## 時門
時門（じもん）は、「時門で長〜〜い一日」（てんとう虫コミックス31巻に収録）、「のび太の0点脱出作戦」（てんとう虫コミックス第37巻に収録）、大長編「ドラえもん のび太と緑の巨人伝」に登場する。
水門のような形をした道具で、この門を閉めておくと水門が水流をせき止めるように時間の流れがせき止められてゆっくりと流れるようになる。たとえば門を3分の2ほど閉めておけば、人間が5、6時間ほど動き回っても時計の針は30分しか動いていないといった状態になる。効果は全世界に及ぶようである。生物の動作速度は変わらない。
テレビアニメ第2作第1期では、水門を開くと溜めた水が強い勢いで流れるように、余り長く時間をせき止めると開放直後の時間が速く流れる。
「ドラえもん のび太と緑の巨人伝」では漫画版のみに登場し、完全に閉め切ると全世界の時間が完全停止してしまい、さらに使用者以外の生物や物体が静止してしまう。映画では代わりにタンマウォッチで時間を止めているため登場しない。
ドラえもんはこの道具を一度は借りていた会社に返しているのだが、後にまた使用している。

## ジャイロカプセル
ジャイロカプセルは、『ドラえもん のび太の宇宙開拓史』に登場する。
人間が4人乗り込める程度の大きさの球形の乗り物。地面や斜面を転がって移動する。どんな急斜面でもスピードを自在にコントロールできる上、内部の操縦席は常に水平に保たれる仕組みになっている。
また偽装能力を持ち、作中では周囲に無数の岩を引き寄せることで、ジャイロカプセル自体を岩塊に偽装して使用した。この状態で落石を装ってガルタイト鉱業のアジトに近づこうとしたが、動きが不自然なことでギラーミンに見破られ、彼に命じられた兵士が操縦する円盤に撃破された。

## シャシンシャベール
シャシンシャベールは、「シャシンシャベール」（てんとう虫コミックススペシャル『ドラえもんカラー作品集』第2巻に収録）に登場する。
人物の写真にこの薬剤をかけると、意思を持ったかのようにしゃべりだす。質問をすることでその写真の人物が考えていることを聞き出すこともできるが、本人がしゃべりたくないことは写真もしゃべらない。ドラえもんがのび太の母親にこれを貸した結果、のび太は母親の写真に「遊ぶな」「さっさと宿題やりなさい」「昼寝しちゃだめ」と言われ続ける羽目になった。

## 写真入りこみスコープ
写真入りこみスコープ（しゃしんはいりこみスコープ）は、「写真入りこみスコープ」（てんとう虫コミックススペシャル『ドラえもんカラー作品集』第2巻に収録）に登場する。
この機械に写真（普通のカメラで撮影したもの）を入れると、壁に貼ったスクリーンに映像を投影でき、さらにスクリーンを通じてその写真の中の世界へ入り込むことができる。作中の描写で見る限り、機械で作り出した異世界へ入り込むわけではなく、写真を通じてその撮影した時点のその場所へ実際に行っているようである。

## ジャストホンネ
ジャストホンネは、「ジャストホンネ」（てんとう虫コミックス第39巻に収録）に登場する。
瓶入りの錠剤。これを飲むと本音しかしゃべれなくなる。効果は1錠で丸1日有効。
ジャイアンはジャイアンリサイタルを開くために母に店番を頼まれていたのを嘘をついてやれないことにしようとしていたが、喉飴だと勘違いし自分も舐めたため正直に本当のことを話してしまい、リサイタル開催を聞いた母からは「近所めいわくな歌はおやめといってるだろ!!」と一喝される。その後しばらく店番をすることになりリサイタルは中止になった。
テレビアニメ第2作第1期では本当のことを言ったジャイアン自身が驚いており、胸ぐらをつかまれ責められると更に「店番なんてバカバカしくてやってらんねーっつーの！」という本音が漏れて更に怒らせることになる。なお、薬を飲んだスネ夫が女性2人に本音を言う展開が描かれており、公衆電話で長電話している女性に「無駄な長話してないで電話代われ」、母に「いつも気が利かない」「キィキィわめいてばかりで子供の気持ちを理解しないクソババア!!」と暴言を吐き、2人を怒らせてしまった。
テレビアニメ第2作第2期では、母は一度は認めるとフェイクを出しリサイタルをやることを叱っている。夕方、顔に痣を負い自転車に乗ったジャイアンが直接コンサートの中止を告げに来たが、ドラえもん達はこの時ジャストホンネを飲んでいたことで大喜びしてしまったため、ドラえもん、のび太、スネ夫ら（ほかに安雄とはる夫もいた）はもちろん、しずかまでも激怒したジャイアンに追い掛け回される羽目になった。

## ジャックと豆の木下半分
ジャックと豆の木下半分（ジャックとまめのきしたはんぶん）は、「高層マンション脱出大作戦」（『小学三年生』1990年1月号に掲載、単行本未収録）に登場する。
この豆を蒔くと、たちまち太い根が下方向へと伸びる。高いところでこれを使えば、根が地面めがけて伸びるので、地面に降りるためのはしご代わりに使用することができる。

## ジャック豆
ジャック豆（ジャックまめ）は、「ジャック豆」（てんとう虫コミックススペシャル『ドラえもんカラー作品集』第1巻に収録）、「雪がなくてもスキーはできる」（てんとう虫コミックス第21巻に収録）に登場する。
この豆を地面に撒いて水を与えると、たちまち雲に届くほどの豆の木が伸びる。「南へのびろ」などで伸びる方向も自在に操ることができる。「戻れ」と言えば、元の発芽前の豆に戻る。
藤子・F・不二雄の短編作品『世界名作童話』では、ジャイアンが「ジャックと豆の木」の絵本を初めて読み、それが面白かったのか雲の上に登りたいと、ドラえもんにジャック豆をかりようとしていたが、ドラえもんは「そんなのあるもんか」とその道具が存在しないような発言をし、童話を本気にしているとのび太と一緒に笑っていた。
また『ドラえもん のび太の南海大冒険』では、豆の入った缶を地面に挿すだけで、水を与えなくともたちどころに成長するよう設定が変更されている。
テレビアニメ第2作第1期「ジャック豆」（てんとう虫コミックススペシャル『ドラえもんカラー作品集』第1巻収録「ジャック豆」のアニメ化作品。2001年6月1日放送、映像ソフト未収録）では、以下のような関連道具が登場した。
ジャック竪琴（ジャックたてごと）
竪琴を模した道具。指定時間後に鳴るように設定して、タイマーとして使うことができる。また危険が近づくと自動的に鳴る。
ジャックめんどり
雌鶏を模した道具。金色の卵を産み、卵の中からは食べ物や飲み物が出てくる。

## シャックリ止め箱
シャックリ止め箱（シャックリとめばこ）は、「ドラえもん大事典」（てんとう虫コミックス第11巻に収録）に登場する。
この箱を開けると、開けた人にとって最も恐い物が飛び出し、驚いた拍子にシャックリが止まる。

## しゃっくりどめびっくり箱
しゃっくりどめびっくり箱（しゃっくりどめびっくりばこ）は、「大きくなってジャイアンをやっつけろ」（てんとう虫コミックス『ドラえもんプラス』第2巻に収録）に登場する。
箱の中からばね仕掛けでナイフが飛び出すびっくり箱。しゃっくりを止める目的の道具である可能性があるが、作中ではドラえもんが間違えて出しただけで、実際には使用していない。

## シャベルじょう
シャベルじょうは、「ドラえもんの大ひみつ」（藤子・F・不二雄大全集第4巻の「特別資料室」に収録）に登場する。
瓶入りの錠剤。これを服用すると、秘密にしていたことや隠しごとをペラペラとしゃべってしまう。
似通った性質の道具に「白状ガス」「あけっぴろげガス」がある。

## シャボン玉ピストル
シャボン玉ピストル（シャボンだまピストル）は、「はりええほんドラえもん」（藤子・F・不二雄大全集第18巻に収録）に登場する。
シャボン玉を撃ち出して相手を包み込むピストル。
ゲームボーイのソフト「対決ひみつ道具!!」では、非常に高い攻撃力を持つ武器として登場する。
てんとう虫コミックスでは、第6巻収録「ドラえもん百科 すばらしい道具のいろいろ」に登場する。

## シャラガム
シャラガムは、「シャラガム」（てんとう虫コミックス『ドラえもんプラス』第3巻に収録）に登場する。
実はひみつ道具ではなく、何の変哲もない普通のお菓子のガム。のび太が何を決心してもすぐ他のことに心を奪われてしまうことや、すぐひみつ道具に頼る性格を窘めるためにドラえもんは「このガムを噛んで物事を決心すると、どんな障害があろうともそのことをガムシャラにやり遂げようとする」と虚言をついてこのガムを渡した。これはプラシーボ効果を狙ってのものである。
同様にドラえもんの虚言に登場する道具として「ウルトラ・スペシャルマイティ・ストロングスーパーよろい」と「ラッキーやかん」がある。

## じゃんけん箱
じゃんけん箱（じゃんけんばこ）は、「じゃんけん箱」（ぴっかぴかコミックススペシャル『カラー版ドラえもん』に収録）に登場する。
びっくり箱のようにグー、チョキ、パーの手が飛び出す箱。じゃんけんで自分の手の代わりにこれを使うと、絶対に負けない。
てんとう虫コミックスでは、第11巻収録「ドラえもん大事典」で紹介している。

## じゃんけん練習機
じゃんけん練習機（じゃんけんれんしゅうき）は、「夢中機を探せ」（てんとう虫コミックス『ドラえもんプラス』第2巻に収録）に登場する。
箱の上から手が伸びた形をした機械で、じゃんけんの勝負相手をしてくれるがなかなか勝てず、練習している内にじゃんけん名人になれる。
なお、このエピソードの初出時（『小学二年生』1974年11月号）には、ドラえもんがこの道具とじゃんけんをする際に手から五指が現れる描写があったが、後の加筆修正の際にグー・チョキ・パーの札を持ってじゃんけんを行う形に変更された。

## ジャンプゆみ
ジャンプゆみは、「ジャンプゆみ」（ぴっかぴかコミックススペシャル『カラー版ドラえもん』に収録）に登場する。
紐の付いた矢と弓のセット。紐の先端には吸盤が付いており、これを自分の体に貼り付け、どこか目掛けて弓で矢を射ると、矢に引かれて自分の体も飛んで行く。うまく矢を射れば、好きな場所へ飛んで行くことができるが、取り扱いは難しい。

## ジャンボ・ガン
ジャンボ・ガンは、「ねずみとばくだん」（てんとう虫コミックス第7巻に収録）に登場する。
回転式拳銃を大型化した武器。実用化されている回転弾倉式のグレネードランチャーと似ているが装甲車（戦車など）を一撃で「破壊」するほどの威力があるという（現用の戦車砲や対戦車火器を遥かに上回る性能）。
『ザ・ドラえもんズ スペシャル』にも何度か登場し、実際に発砲もされている。ただし、毎回相手に事情（制御不能の怪物型スーツに入っていただけの人、木彫りの龍がガスで生きているように見えただけのもの、等）があり、攻撃の手段としては役に立った事は無い。

## 十円なんでもストアーとかんばん用紙
十円なんでもストアーとかんばん用紙は、「十円なんでもストア」（てんとう虫コミックス第44巻に収録）に登場する。
ミニチュアの店舗の形をした道具。専用の「かんばん用紙」という紙束が付属する。用紙にお菓子屋や本屋など希望する店の種類を書いて「十円なんでもストアー」の看板にあたる部分に貼ると、その店の商品が何でも十円で買えるようになる。十円を入れて欲しい商品名を言えばドアの部分が開いて中から希望した商品が出てくる。看板を書き直せばどんな店にもなるが、1つの看板につき1個の商品しか購入できない。商店以外でも「映画館」と書けば映画が見られ（ストアーの戸口を開けた中に映画が映る）、本来現金を以て利用するものですらないが、「交番」と書けば警察官まで出てくる。第2作第2期では「銭湯」と書くと銭湯用の浴槽が湯を張って出て来る。
「かんばんがあと一まいしかないんだよ」というセリフから、「かんばん用紙」はほかの紙では代替できない可能性がある。
この道具から出される商品や人はどこから仕入れているのかは不明。テレビアニメ第2作第1期で警察官を出した際、のび太は「あのお巡りさん、何処の人?」と言っており、警察官自身も自分は誰だかわからず困り果てて、「其処の二人、私はどこに帰ればいいんですか?」とドラえもんとのび太を追いかけながら訪ねた。
十円以外の硬貨を入れた場合は原作ではどうなるか不明だが、第2作第2期では買い物はできず、勢いよく飛び出してキャッシュバックされるようになっている。

## シューズセット
シューズセットは、「シューズセット」（藤子・F・不二雄大全集第11巻の「特別資料室」に収録）に登場する。
『小学三年生』1980年5月号の誌上で行われた「ドラえもんアイディアコンクール」で金賞作品に選ばれたアイディアを、藤子が漫画として描き下ろしたもの。
全4足の靴からなる。履くとそれぞれ、速く走れる、脚が長くなる、垂直な壁を歩ける、空中を歩けるといった効果がある。

## 集中力増強シャボンヘルメット
集中力増強シャボンヘルメット（しゅうちゅうりょくぞうきょうシャボンヘルメット）は、「集中力増強シャボンヘルメット」（てんとう虫コミックス『ドラえもんプラス』第1巻に収録）に登場する。
集中力を高めて物事を継続することのできる道具。薬剤の入った瓶から大きなシャボン玉を吹き出し、ヘルメットのように人の頭を包み込むと、その人はそのとき行なっていたことを夢中になっていつまでも続ける。その効果は、のび太が宿題をやっているときに使用すれば、怠け者ののび太ですら漫画やおやつなどに目もくれずにセッセと宿題を続けるほど。
やっていたことが完了した時点で他の人が針などでシャボン玉を割る必要があり、割らないと物事が完了した後でもひたすらそれを続ける。作中ではゴミ捨て用の穴を掘っているのび助にこれを使用すると、クレーターのような大穴ができてしまう（テレビアニメ第2作第2期では迷路のような深い穴となり、最終的に家が陥没しかけてこの話は終了する）。アリの観察をしていたジャイアンとスネ夫に使用した場合はアリがいなくなってもその場にたたずみ続ける、セーターを編んでいるしずかに使用したら人間の身長より長いセーターになってしまう等の出来事が起こった。

## 重力調節機
重力調節機（じゅうりょくちょうせつき）は、「野比家が無重力」（てんとう虫コミックス第32巻に収録）に登場する。
体重計に似た形をしている道具。0G（無重力状態）から地球の100倍までの重力を作り出すことができる。重力の及ぶ範囲は、部屋の中程度から野比家の近所辺りまで調節できる。破壊されるか1G（地球の重力）に設定されると元の重力に戻るが、多用して普段よりも小さい重力、もしくは無重力にし続けてしまうなどすると、（現実の低重力や無重力同様に）体が重く感じる事となる。
一度、「重力コントローラー」と呼称された事がある。
同様の機能を持つ道具に、『ドラえもん のび太の宇宙漂流記』に登場する「おざしき宇宙船」がある。

## 重力ペンキ
重力ペンキ（じゅうりょくペンキ）は、「重力ペンキ」（てんとう虫コミックス第5巻に収録）、『ドラえもん のび太の大魔境』に登場する。
まず、ペンキを塗った部分に発生するはずの重力が消え、2分たつと新しい重力場ができる。要するに、天井や壁に塗ればその塗った部分が下になり、通常の地面と同じく人間が立ったり物を置いたりすることができるようになる。
おもな成分は引力消去液、重力方向転換液、透明顔料。

## 出ちょう口目
出ちょう口目（しゅっちょうくちめ）は、「出ちょう口目」（てんとう虫コミックス第41巻に収録）に登場する。
目玉が1つと唇が1つからなる道具で、それらを使用者の目と口に連結させて使用する。ふわふわと宙を飛ぶことが可能で、使用者がそこから一歩たりとも動かずとも「出ちょう」の名の通り、どこへでも出張して目を通して物を見たり、口を通して物を食べて味わったり話したりできる（耳がないが、出張先の音を聞けるかは原作では確認できない。また手がないので口で代用することになり、本を読む場合は口で頁をめくるので唾でベトベトにしてしまう）。ただし、この道具は無防備な上、出ちょう口目に刺激物を付着させられたり食べさせられたときに感じる痛みを与えるとそれも使用者に伝わるため、使用者から遠く離れた場所で口目が他人に捕らえられでもすると非常に危険である。その弱点が災いしてのび太は今までのしっぺ返しを食らうこととなった。実際はドラえもんが出してくれた道具ではなく、のび太がドラえもんに内緒で未来デパートに注文した上彼が不在の時、のび太の部屋に来た配達員から受け取って無断使用した。

## しゅみの日曜農業セット
しゅみの日曜農業セット（しゅみのにちようのうぎょうセット）は、「タタミのたんぼ」（てんとう虫コミックス第2巻に収録）、「のび太の地底国」（てんとう虫コミックス第26巻に収録）、「しずちゃんの心の秘密」（てんとう虫コミックス第28巻に収録）に登場する。
てんとう虫コミックス第26巻収録「のび太の地底国」では「たんぼロール」ではなく、屋外で本物同様の田が使用されている。なお名称は、2巻収録「タタミのたんぼ」以外では単に「日曜農業セット」と呼ばれている。
太陽と雲による天候は、実際の田植えから収穫までの季節の変化を2時間に短縮した形で変化してゆき、秋頃には小さな台風も来る。ドラえもんが購入したセットは季節コントローラーの調子が悪く、ゴールデンウィーク相当期に夏日となり、梅雨時期になってもなかなか雨が降らなかった。
日曜農業を、室内の趣味の範囲で手軽に楽しむことのできるセット。苗を植えてから2時間程度で作物を収穫することができる。セット内容は以下の通り。
カプセル入りのなえ
その名の通り、作物の苗がカプセルに入っている。カプセルから取り出し、後述の「たんぼロール」に植える。
打ち上げ式豆太陽
野球のボール大の小さな太陽。専用の打ち上げ装置の紐を引くと打ち上がり、宙に浮かんで苗に日光を注ぐ。「人工太陽」として単品でも存在する。
チューブ入り雲
歯磨き粉のようなチューブに入った雲。チューブを絞ると雲が現れて宙に浮き、適度な雨を降らせて苗を育てる。雨が足りない場合は、バケツの水などを雲に注いで水分を補給する。
かかし
手のひらほどの大きさの小さなかかし。田に立てて使用する。
たんぼロール
一見、巻き紙のようだが、床に広げるとそこが田に早変わりする。肥料は配合済み。
イナゴの卵
収穫までにある程度の苦労が味わえるように設けられたセット。収穫前には害虫退治に追われるはめになる。上記備品のいずれかに含まれていると思われるが、どれかは不明（自然界においては、イナゴは土中に産卵する）。
第2作第2期で追加された道具
以下、テレビアニメ第2作第2期「タタミのたんぼ」（2006年1月27日放送）に新しく追加された道具。
ミニチュア早乙女（ミニチュアさおとめ）
ムードもりあげ楽団に似た、早乙女に扮した5体のロボットから成る道具。後列の2体が横笛と和太鼓で演奏し、前列の3体が「ソーレ、ソーレ、ソーレ、イネー」と田植え歌を歌いながら踊る。この演奏と歌を聴いたのび太は、自然と体が素早く動き、田植えの作業がはかどった。また作中では、のび太と共に作業していたドラえもんには効果が現われず、「腰が痛い」と音を上げたのび太のみに効果が現われた。
また「みんながほしいひみつ道具30」（2006年12月31日放送『ドラえもん大晦日 生放送スペシャル!』内）にて、ムードもりあげ楽団と同様の道具として扱われている。
田んぼ天気予報（たんぼてんきよほう）
てのひらサイズのディスプレイ。しゅみの日曜農業セットで作った田んぼの天気予報を観ることができる道具。田んぼが台風シーズンになると台風情報が流れる。「野比家・のび太の部屋、東側天井に台風が発生しました」という具合に局地的な情報が流れ、それと同時に小型の台風が発生する。この台風はしゅみの日曜農業セットの気候と連動し、発達した台風が田んぼの上にある間は人工太陽も消滅する。この台風が熱帯低気圧に変わると人工太陽が再び現れる。
この道具名は作中では呼ばれず、公式サイト掲載の「ひみつ道具カタログ」にも収録されていない。このことから、本品はしゅみの日曜農業セットに含まれている付属品にすぎず、単一の道具ではないと解釈することもできる。しかしミニコーナー「ひみつ道具スペシャル」の文書版では、本エピソードに登場した道具を9個だとしており、本品を数に含めないと計算が合わない。そのため、ここでは本品を単一の道具と解釈し、本品の画面に表示される「田んぼ天気予報」という語句を道具名とした。
お天気お姉さんの声はまるたまり。
てるてるぼーず
しゅみの日曜農業セットの1つで、チューブ入り雲による雨が降りすぎの際に使用する。これを雲に近づけると、雲が小さくなって雨がやむ。道具名の表記は名称は公式サイト掲載の「ひみつ道具カタログ」による。
原作の「タタミのたんぼ」でも同様にてるてる坊主を掲げて雨をやませているが、そちらはひみつ道具とは明記されていない。
かんたん稲作セット
『ドラえもんのクイズワールド・ウォッチング』に登場する。
打ち上げ式の「人工太陽」もあり、たんぼロールに似たロールマットもあるが、こちらは収穫まで2日かかる。
サツマイモ用（正式名称不明）
てんとう虫コミックス第28巻収録「しずちゃんの心の秘密」ではサツマイモを作るのに用い、この際は「たんぼロール」の代わりに畑状のシートを使用している。
日曜農業セット ピーマンバージョン（にちようのうぎょうセット ピーマンバージョン）
テレビアニメ第2作第2期「屋根裏のピーマン畑」（2012年1月13日放送）に登場する。
ピーマンを象った入れ物の中に入っていて、こちらは1日でピーマンを収穫することができる。蝶などで季節の雰囲気も演出してくれる他、収穫前は同じように害虫の駆除に追われるようになる。
中身は打ち上げ式豆太陽とチューブ入り雲の他、以下のものが入っている。
畑マット（はたけマット）
見た目はただのマットだが、床に広げると畑に早変わりする。
雨乞いセット（あまごいセット）
季節コントローラーの調子が悪く、チューブ入り雲による雨がなかなか降らないときの際に使用する。祓串と太鼓を使って雨が降るように祈れば、雲が出てきて雨が降るようになる。

## 主役はめこみ機
主役はめこみ機（しゅやくはめこみき）は、「主役はめこみ機」（てんとう虫コミックス第17巻に収録）に登場する。
硬貨のような形をした道具。この道具から出る2つの光の片方を自分に浴びせ、もう片方を漫画、テレビ番組、小説、映画などに浴びせると、その作品中の人物の顔や名前を使用者のものと入れ替えることができる。
例としてドラえもんが漫画に登場する人間の主人公に当てると漫画の主人公の顔がドラえもんになる。のび太が絵本に登場する鳥の主人公に当てると絵本の主人公がのび太の眼鏡をかけた鳥になる。
対象となる人物は作品中の主人公だけでなく、指名手配犯となる犯罪者も含まれている。

## 手りゅう弾
手りゅう弾（しゅりゅうだん）は、「スネ夫の無敵砲台」（てんとう虫コミックス第38巻に収録）に登場する。
ドラえもんが、無敵砲台を破壊するために取り出した、手榴弾と思しき道具。形状は実在の手榴弾に酷似する。作中、ドラえもんとのび太は「アタック」の掛け声と共に使おうとしたが、使用を阻止されたため使用効果は不明。

## 瞬間移動潜水艦
瞬間移動潜水艦（しゅんかんいどうせんすいかん）は、「せん水艦で海へ行こう」（てんとう虫コミックス第6巻に収録）などに登場する。
要は潜水艇。普段は手のひらサイズだが、水の中に入れると周囲の広さにあわせて大きさが伸び縮みする。水の入ったコップに入れればその大きさに応じて大きくなり、浴槽に入れればその大きさにそって大きくなる。つまり満水のプールに入れれば実物大に膨張する。人が中に乗っているときは中の人も同時に伸び縮みする。2人乗り。
特徴は水から水へとジャンプ（瞬間移動、ワープ。密閉容器中の水でも可能）できる機能。1回にジャンプ可能な距離は長くはないが、何度も繰り返せば野比家から海まで移動することもできる。移動先のおおまかな方角を設定することはできるが、水気のあるあらゆる場所に飛び、しかも経路としての移動先を選ぶ事までは出来ないため、グラスなどに入った飲み物の中や、稼働中の洗濯機や水洗トイレ、あげくの果てには浄化槽や下水道にまでジャンプしてしまう。なお、作中では下水や水洗トイレなどの後に飲み物の中にジャンプしているが、その飲み物を飲んで衛生上問題ないかは不明。
てんとう虫コミックス第10巻収録「たとえ胃の中、水の中」でも同様の潜水艦が登場する。ボディには「No2」と書かれている。この潜水艦は手近の水へジャンプする機能を持つものの、水がない状態では周囲に合わせてひとりでに大きさが変わることはないようで、小さくするためにスモールライトを使用した。外部の物を採取するための細いマニピュレーターも装備。また些細な衝撃で故障しやすいという。
テレビアニメ第2作第1期「たとえ胃の中、水の中」では取ってきたオパールが大きくならないことについてのび太が疑問をもったが、ドラえもんに「深く考えない」と言われた。また、2002年3月1日放送の第1656話「しずかちゃん、大ピンチ！」ではドロップを回収して見つけたが、しずかがドラえもんとのび太の2人に騙されたことを知って怒り、手当たり次第に物を投げ付けるが、原作と異なりのび太の口内に異物がストライクすることは無く、「2人とも大嫌い!!」と泣きながら部屋を飛び出すだけになった（その際「ドラえもん、どうしよう、しずかちゃんがあんなに怒っちゃった。あぁ……しずかちゃんに嫌われちゃった。どうしよう…」とのび太が泣き叫び、それを見たドラえもんは「ちょっと悪戯が過ぎたかもね」と微笑んで言った）。
てんとう虫コミックス第23巻収録「おざしき水族館」でも、同様にジャンプ機能を備えた潜水艦が登場する。外観は「たとえ胃の中、水の中」登場のものとほぼ同様だが「No2」の表記はない。内部の操縦席の仕様が若干異なるほか、外部からスイッチを入れることで大きさを変えることができ、自動操縦機能も備わっている。
なお、この道具の名称は作中には出ておらず、単に「せん水かん」と呼ばれているのみである。現在発表されている名称は以下の通り。
超能潜水艦
テレビアニメ第1作「潜水艦で海へ行うの巻」（1973年8月5日放送）に登場。
潜水艦（ウォーター・ジャンパー）
テレビアニメ第2作第1期「潜水艦で海へ行こう」（「せん水艦で海へ行こう」のアニメ化作品。1979年5月28日放送）より。作中では原作と同じく「潜水艦」としか呼ばれていないが、書籍『テレビ版ドラえもん 1』（小学館、1979年9月発行）によると、この作品に登場した道具の名称は「潜水艦（ウォーター・ジャンパー）」だという。
ジャンピング潜水艦
テレビアニメ第2作第1期「ジャンピング潜水艦」（1992年7月17日放送）、『ドラえもん 夢と感動! 秋の 泣いちゃったスペシャル!!』幕間（2004年10月1日放送）
ジャンプ式潜水艦
藤子プロ公式サイト内「ひみつ道具クイズ：上級編」問題7（2006年公開）
瞬間移動潜水艦
『ドラえもん全百科（ドラえもんオールひゃっか）』（1979年7月発行）を始めとするひみつ道具の事典
テレビアニメ第2作第1期は、「たとえ胃の中、水の中」（1979年9月7日放送）では、この名称で登場しているが、上記の通り、別の回では潜水艦（ウォーター・ジャンパー）やジャンピング潜水艦など別の名称で登場している。
テレビアニメ第2作第2期でも、この名称で登場。テレビアニメ第2作第2期「たとえ胃の中、水の中」（2006年5月12日放送）では、若干ながら空中での飛行能力を持つという設定が付加されている。
瞬間移動潜水艦ファミリータイプ（しゅんかんいどうせんすいかんファミリータイプ）
テレビアニメ第2作第2期「せん水艦で海に行こう」（2008年6月20日放送）と「眠る海の王国」（2008年6月27日放送）に登場。
多人数用の瞬間移動潜水艦。瞬間移動潜水艦の定員が2名であるのに対し、この道具は子どもが5人乗ることができる。

## 瞬間魚拓用紙
瞬間魚拓用紙（しゅんかんぎょたくようし）は、「海坊主がつれた!」（てんとう虫コミックス31巻に収録）に登場する。
墨や塗料不要で、置くだけであらゆる物について拓本が採れる。

## 瞬間クリーニングドライヤー
瞬間クリーニングドライヤー（しゅんかんクリーニングドライヤー）は、『ドラえもん のび太と夢幻三剣士』に登場する。
外観はただのドライヤーだが、汚れた物や濡れた物を瞬時にきれいに乾かすことができる。「気ままに夢見る機」のアダプター・セットのひとつとして登場した。
『ドラえもん のび太の太陽王伝説』では単品で使用している。

## 瞬間固定カメラ
瞬間固定カメラ（しゅんかんこていかめら）は、「あいつを固めちゃえ」（てんとう虫コミックス第29巻に収録）に登場する。
このカメラを向けてシャッターを押すと、人物や物質などを写真のように固定することができる。固定したものに向けてもう一度シャッターを押すと固定を解除できる。主に動物が飛ぶ瞬間や、風船が割れる瞬間を観察するなど、学術用に用いられる。
原作、テレビアニメ第2作第1期「しゅん間固定カメラ」（1983年1月28日放送）、テレビアニメ第2作第2期「あいつを固めちゃえ」（2012年2月24日放送）では、写されて固定された相手に目立った変化は見られなかったが、テレビアニメ第2作第2期「あいつを固めちゃえ」（2023年7月22日放送）では、写された瞬間に固定されるのではなく、相手の時間が徐々に遅くなった後、最終的に停止する演出になっている。

## 瞬間成長ミニチュアけい流魚のタマゴ
瞬間成長ミニチュアけい流魚のタマゴ（しゅんかんせいちょうミニチュアけいりゅうぎょのタマゴ）は、「箱庭で松たけがり」（てんとう虫コミックス第38巻に収録）に登場する。
「箱庭シリーズ」の「急流山」で魚釣りを楽しむ際、箱庭に前もって渓流魚を泳がせるためのタマゴ。小さな袋に粉末のような極小サイズの卵が入っており、箱庭の川に撒くと、まもなく孵化・成長して成魚となる。

## しゅんかんせっちゃく強力のり
しゅんかんせっちゃく強力のり（しゅんかんせっちゃくきょうりょくのり）は、「深海潜水艇たった二百円!!」（てんとう虫コミックス第42巻収録）に登場する。
レジャー用深海潜水艇のペーパークラフトの組み立てに用いた糊。

## 瞬間接着銃
瞬間接着銃（しゅんかんせっちゃくじゅう）は、『ドラえもん のび太と鉄人兵団』『ドラえもん のび太の日本誕生』に登場する。
撃たれたものを接着のりまみれにして固める。
アニメでは、「ガードロボット」にも使用された。

## 瞬間昼寝ざぶとん
瞬間昼寝ざぶとん（しゅんかんひるねざぶとん）は、「ションボリ、ドラえもん」（てんとう虫コミックス第24巻に収録）に登場する。
ドラミが出した道具。一見、普通の座布団だが、これを枕にして寝るとほんの一瞬寝ただけで十分な睡眠を得たような気分が得られ、あっという間に目が覚めてしまう。
テレビアニメ第2作第2期「のび太くん、さようなら! ドラえもん、未来に帰る…」（2006年9月1日放送）では、ドラえもんも知らない新製品としていた。

## 瞬間プラモくみたて機
瞬間プラモくみたて機（しゅんかんプラモくみたてき）は、「プラモが大脱走」（てんとう虫コミックス第29巻に収録）に登場する。
一瞬でプラモデルを組み立てることのできる機械。箱詰めのままのプラモをこの機械に放り込むと、たちどころに完成品となって出てくる。

## しゅん間リターンメダル
しゅん間リターンメダル（しゅんかんリターンメダル）は、「盗塁王をめざせ」（てんとう虫コミックス第13巻に収録）に登場する。
銀色で半球の形をした「A」、それに押しボタンがついた「B」の2つの磁石から構成されている。「A」をある地点に予め置いておき、その場を離れる。そして離れた地点で「B」を押すと一瞬のうちに「A」を置いた地点に戻れる。有効範囲は100メートル以内。
ひみつ道具の事典『続ドラえもん全百科（ぞくドラえもんオールひゃっか）』（1979年12月発行）のクイズでは、「A」と「B」の間が扉や壁などの物体で遮られた状態では使えないとしている。

## じゅん番入れかわりき
じゅん番入れかわりき（じゅんばんいれかわりき）は、外伝作品『ドラミちゃん』の「じゅん番入れかわりき」（『小学館BOOK』1974年1月号掲載、藤子・F・不二雄大全集20巻収録）に登場する。
ドラミの道具。旧式ダイヤル電話のダイヤルのようなものと、数字が書かれた丸いワッペンとで構成される。誰かと競走するときなど、前もってワッペンを競走相手たちに貼り付けておき、ダイヤルは自分の胸に貼り、必要に応じて胸のダイヤルの数字を回すと、その数字の応じたワッペンの持ち主と自分との位置を入れ替えることができる。

## 障害チップ
障害チップ（しょうがいチップ）は、「町内突破大作戦」（てんとう虫コミックス第42巻に収録）に登場する。
「コノ道トーリャンセチャート」と併用するオセロの石のような道具。「チップセット」と合図すると、自動的に「コノ道トーリャンセチャート」の地図上に貼りつき、チャートで案内するべき者の現在位置を白チップ、その行く手を阻む者の現在位置を黒チップで知らせてくれる。人間の移動に併せて、チップもリアルタイムで移動する。ただし、行く手を阻む者が身を隠している場合、地図にはその黒チップが表示されない。
作中では、神成さんの家のガラスを割った濡れ衣を着せられた事でのび太を捕まえようとするジャイアン達が懸賞金（スネ夫の漫画10冊）目当てでのび太を捕まえようとする子供達、昼寝をしていたところをのび太に邪魔された犬、居残り勉強を無視して帰ったのび太を叱ろうとする玉子と先生がのび太の行く手を阻む者として表示された（黒チップがそれぞれ誰なのかは、チャート上では分からない）。
テレビアニメ第2作第2期では、悪い事をして逃げ出したのび太の事で怒っていた神成さんも行く手を阻む者として表示されたが、謝りに来たのび太を許したため、地図から神成さんのチップの表示が消えた。リメイク版では原作・第2作第1期と同様にのび太が謝りに来なかったため、先生の代わりに彼がのび太の行く手を阻む者として登場している。

## しょうげき波ピストル
しょうげき波ピストル（しょうげきはピストル）は、「しょうげき波ピストル」（藤子・F・不二雄大全集第11巻に収録）に登場する。
拳銃の一種。弾丸の代りに衝撃波を放って相手を吹き飛ばす銃であり、殺傷能力はない。衝撃波は頑丈な壁などに当たると反射する性質を持つ。
同様の機能を持つ道具に「空気ピストル」がある。
コンピュータゲームシリーズでは、連射可能な攻撃アイテムとして登場する。

## 消光電球
消光電球（しょうこうでんきゅう）は、『ドラえもん のび太の海底鬼岩城』に登場する。
つけると周りを暗くする電球。タイマーが内蔵されており、朝になると共に電球が切れて明るくなるようセットすることもできる。
同様の道具に「暗くなる電球」がある。
1999年に千葉大学の飛び級入学試験において、「実現可能か」と問われた4つの道具のうちの1つである（ほかの3つはタケコプター、エネルギー節約熱気球、望遠メガフォン）。

## 正直太郎
声 - 不明（1979.8）→不明（1992.5）→渡辺菜生子（2005.11）→福圓美里（2022.2）
正直太郎（しょうじきたろう）は、「正直太郎」（てんとう虫コミックス第2巻に収録）に登場する。
腹話術の人形のような姿をした道具。「太郎」という名の通り男の子の姿をしている。これを持つと、持った者の正直な気持ちを自動的に代弁する。
持った者の思った事は相手を怒らせるような内容でも全て喋ってしまい、持っている限り黙らせることはできないという、テレパしいと同様の欠点がある。
表層意識だけを正直に言うのか本心まではっきり言うのかのどちらかは不明

## ショージキデンパ
ショージキデンパは、「ショージキデンパ」（藤子・F・不二雄大全集第3巻に収録）、「のび太の結婚前夜」（てんとう虫コミックス第25巻に収録）に登場する。
パラボラアンテナの形をした機械。この道具から放つ電波を人に浴びせると、相手は何でも正直に喋ってしまう。ダイヤルで電波の強度を調節でき、強度を上げると、より強く強制させることができる。ただし、電波の強度を上げた場合、その周囲にいた人物も正直に喋ってしまう。テレビアニメ第2作第1期「ショージキデンパ」でのドラえもんの台詞によると、22世紀では電波を取り消す装置は開発されていないが、本当の事をすべて話せば効果が消えるという。用途の上では「白状ガス」に近い。
「のび太の結婚前夜」では名称が「正直電波」と漢字表記で、外観も電波塔のようになっているが、『最新ドラえもんのひみつ道具カタログ 下』（小学館、1989年1月発行）を初めとするひみつ道具の事典では「正直電波（新型）」としている。なお、映画『のび太の結婚前夜』には登場しないが、2011年に放送されたテレビアニメ版では登場した。
2つの性能の違いとしては、「ショージキデンパ」は本人の意思とは関係なく本当の事を強制的に喋らせるのに対し、「正直電波（新型）」は本人が心で思っていることを話さずにはいられなくする（半ば自発的に白状させる）という効果を持つ。

## 上昇気流マット
上昇気流マット（じょうしょうきりゅうマット）は、「お子さまハンググライダー」（てんとう虫コミックス第30巻に収録）、『ドラえもん のび太とふしぎ風使い』に登場する。
このマットを地面に敷くと、その上の空気が軽くなって上昇気流が発生する。

## 招待錠
招待錠（しょうたいじょう）は、「恐竜さん日本へどうぞ」（てんとう虫コミックス第31巻に収録）に登場する。
この錠剤を2つに割り、片方のかけらを床や地面に置き、もう片方を人や動物に食べさせると、食べた者はもう片方のある場所へ行きたくてたまらなくなる。効力は強力で、薬に誘導されるがままに行く場合、それで例え命の危険がある場所であろうと逆らう事はできない。目的地に床や地面に置いたかけらを置いた場所から動かすと効果は消える。
効力は時間を超えて働くため、招待錠のかけらを現代のどこかに置き、タイムマシンで別の時代へ行ってもう片方のかけらを誰かに食べさせることでその時代のその場所へ行かせることもできる。

## 正体スコープ
正体スコープ（しょうたいスコープ）は、『ドラえもん のび太の創世日記』に登場する。
望遠鏡のような形をしている。正体不明の物をこれで見ると、その正体を見破ることができる（あらゆる怪奇現象を完全解明することができる）。

## 消防水でっぽう
消防水でっぽう（しょうぼうみずでっぽう）は、『ドラえもん のび太とアニマル惑星』に登場する。
ドラえもんが火事を消すために出そうとしたものだが、作中では使用されていない。なお映画では「雨雲製造機」で火事を消したため、この道具の名前は登場していない。

## 照明ミサイル
照明ミサイル（しょうめいミサイル）は、『ドラえもん のび太の魔界大冒険』に登場する。
照明を放ちながら目標となる方角へ飛行する小型ミサイル。同じ目的地を目指す周りにいる仲間が姿を消しているときもミサイルは姿を現している。

## 職業テスト腕章
職業テスト腕章（しょくぎょうテストわんしょう）は、「職業テスト腕章」（てんとう虫コミックス第27巻に収録）に登場する。
この腕章に職業の名前を書いて腕につけると、子供でもその職業になりきり、一時的にその仕事に就いて働くことができ、将来その職業に就いた場合にどうなるかをテストすることができる。つまりあらゆる職種についてインターンシップが可能になる。腕章をつけている間は、その職業についての知識や技術が身に付くが、現在の学業がそれなりの場合は、それなりの知識や技術しか身に付かない。腕章にはタイマーがついており、指定された時間が経過すると職業テストは終了する。
のび太はタイマーを3日間に設定した後うんざりしてドラえもんに助けを求めているが、途中で腕章を外す事ができないのか、それとものび太がその事に思い至らなかっただけなのかは不明。
職業テストカード（しょくぎょうテストカード）
テレビアニメ第2作第1期「職業テストカード」（2002年2月8日放送、ビデオソフト未収録）に登場。職業テスト腕章と同様の効果を持つカード。この白紙のカードに希望の職業を記入し、首からひもでさげていると、その職業になっていることになる。タイマーで1時間、3日間などと効果持続期間を設定して使用する。

## 食品視覚化ガス
食品視覚化ガス（しょくひんしかくかガス）は、「目は口ほどに物を食べ」（てんとう虫コミックス第42巻に収録）に登場する。
このガスを食べ物の絵や写真、テレビ画面にかけ、その絵や写真や食品のCMを見ると、その食べ物を食べたかのように味が口に広がっておなかも膨れる。絵なのでいくら食べても減らず、また絵や写真の食事が一食分でも同時に何人でも味わうことができる。味や満腹感は充分であるものの、実際に食べ物を口に入れて食べるわけではないので精神的にどことなく物足りなさがある。

## 植物あやつり機
植物あやつり機（しょくぶつあやつりき）は、『ドラえもん のび太とアニマル惑星』に登場する。
小さな機械を木などの植物に取り付け、マイクで指示を送ると、植物の細胞が一時的に動物化し、動物のように動かすことができる。単に動かすだけではなく、重くて硬い木の実を落下して人を攻撃する「木の実爆弾」、花から放つ花粉で催涙効果をもたらす「催涙花粉」など、さまざまな使い方ができる。

## 植物歩かせえき
植物歩かせえき（しょくぶつあるかせえき）は、「植物歩かせえき」（てんとう虫コミックススペシャル『ドラえもんカラー作品集』第4巻に収録）に登場する。
この液体を植物にかけると、根の部分が足のように変化し、植物が意思を持って歩き回るようになる。
同様の道具に「植物自動化液」がある。

## 植物改造エキス
植物改造エキス（しょくぶつかいぞうエキス）は、『ドラえもん のび太の大魔境』、『ドラえもん のび太の創世日記』などに登場する。
植物を改造する薬剤。専用アンプルに入った薬剤を注射器で樹木などに注入する。
植物改造エキスI
改造した植物に花が咲いてヤシのような実ができ、その実を割ると中に温かな食べ物ができあがっている。様々な食べ物のアンプルが用意されており、作中ではカレーライス、ホットケーキ、カニピラフ、ラーメン（映画では大盛りでギョーザ付き）、どら焼き、ドッグフードをこの道具で作り出した。映画作中では単に「植物改造エキス」と呼んでいる。
植物改造エキスII
木の枝が伸びて水平に渦を巻き、円板状となる。作中ではこれで空中の食堂を作り上げた。映画作中では「植物改造注射」と呼んでいる。
以上の2種類がある。
植物成長促進エキス（しょくぶつせいちょうそくしんエキス）
テレビアニメ第2作第1期『春だ! 一番 ドラえもん祭り』幕間（1995年3月31日放送、ビデオソフト未収録）に登場する。植物改造エキスに似た形の道具。注射器で植物にエキスを注入すると、植物の成長が早まる。

## 植物自動化液
植物自動化液（しょくぶつじどうかえき）は、「さらばキー坊」（てんとう虫コミックス第33巻に収録）に登場する。
この液体を植物にかけると、まるで童話で擬人化された植物のように、自由に動き回り、物を見たり考えたりするようになる。肥料を混ぜた水を栄養分として育ち、人間同様にさまざまなことを学習して成長する。キー坊はこの道具によって知性を得た。
てんとう虫コミックススペシャル「ザ・ドラえもんズ スペシャル ロボット養成学校編」の『なんと! 植物にも心があるのだ』（ロボット学校養成編2巻に収録）では、液体をあげてすぐに人間の言葉を喋る事が出来る。腐った液体をかけた場合、その植物は悪い性格になる（人間が木を切り倒そうとした事もあり、腐った液体で仲間を増やし、その人間達を襲っていた）。
中和液（ちゅうわえき）
てんとう虫コミックススペシャル「ザ・ドラえもんズ スペシャル ロボット養成学校編」の『なんと! 植物にも心があるのだ』（ロボット学校養成編2巻に収録）に登場。
ドラえもんの道具。「植物自動化液」の効力を取り消す薬液。植物自動化液によって動き回れるようになった植物にこの中和液をかけると、元の植物に戻る。その代わり、二度と植物自動化液で自動化することはできなくなる。

## 植物の素
植物の素（しょくぶつのもと）は、『ドラえもん のび太のねじ巻き都市冒険記』に登場する。
焼け果てた森を元の姿に戻すためにドラえもんが出した道具。缶詰に木の絵が描かれており、これを撒けば枯れ木が元通りになって緑に満ちた森が蘇るというが、使用しているシーンは作中では描かれていないために詳細は不明。また、映画では道具自体が登場していない。

## 植物の元シリーズ
植物の元シリーズ（しょくぶつのもとシリーズ）は、『ドラえもん のび太と雲の王国』に登場する。
植物の種と肥料がミックスされた袋詰めで、蒔くとわずか数時間で芽生え、翌日には一面の緑ができあがる。作中では草原の元、花の元、森の元が登場する。

## 植物ペン
植物ペン（しょくぶつペン）は、「植物ペン」（てんとう虫コミックススペシャル『ドラえもんカラー作品集』第6巻に収録）に登場する。
このペンで紙に植物を描き、紙を丸めて土に埋めて水をかけると、あたかもその丸めた紙が種であるかのように、紙に描いた通りの植物が育つ。架空の植物でも描いた通りに育ち、へたな絵の場合は育った植物もへたな絵の通りの姿となる。
描いた紙の裏に別の事柄が描かれていた場合は、植物にもその特徴が反映される性質がある。作中では、冷蔵庫の広告の裏に木の家を描いて育てたところ、完成した木の家の屋内は冷蔵庫のように寒くなってしまった（テレビアニメ第2作第1期では冷蔵庫ではなく、洗濯機になっており、温度は変わらなく楽しんでいたが、玉子が洗濯機のスイッチを入れたと同時に部屋の中が嵐になり、脱水と同時に入り口から放り出された）。

## 食用うきわ
食用うきわ（しょくよううきわ）は、「ドラえもん大事典」（てんとう虫コミックス第11巻に収録）に登場する。
小さな浮き輪を象っている。これを食べると腹の中で膨らみ、本物の浮き輪をつけている状態と同様に、体が水に浮くようになる。持続時間は3分。

## 食用宇宙服
食用宇宙服は、『ドラえもん のび太の宇宙開拓史』に登場する。
食べる宇宙服。外観は菓子のようだが、これを食べると体内で酸素が作り出され、体表に透明な膜ができ、宇宙服を着ているのと同じ状態になり、宇宙空間で活動できるようになる。

## しりとり変身カプセル
しりとり変身カプセル（しりとりへんしんカプセル）は、「しりとり変身カプセル」（てんとう虫コミックス第28巻に収録）に登場する。
カプセル入りの薬剤。目を閉じながらこれを飲んで再び目を開けると、最初に見た物に変身できる。さらに「しりとり」の要領で、その物の名前の最後の文字を頭文字とする別の物を口にすると、その物にまた変身できる（たとえばドア→アサガオ→オカネ→ネコ）。これを上手に繰り返せば好きな物に変身できるが、しりとりが上手でないと使いこなしが難しい。
変身から10分経つと体が光り始め、10秒以内に別の物に変身しないと永久に元の姿に戻ることができない。最後「ん」が付くとどうなるかは不明（ドラえもんは前述のネコの後、コンコルド→ドラえもんで元の姿に戻っており、本来の姿が「ん」で終わる名の場合は問題ない模様）。テレビアニメ第2作第2期にて出木杉によると、アフリカでは「ん（ン）」から始まるアフリカ語がたくさんあるという。つまり、「ん」が付いても、そのアフリカ語を口にすれば、しりとりを続けられる。
外見は同じでも呼び名が異なる物なら変身可能（天馬＝ペガサス等）。変身した姿は使用者によって姿が異なる。作中では、のび太が天馬（ペガサス）に変身したが、普通の天馬と違い、「天馬というよりトンマ」と言われるほど不格好な姿になった。
しりとり変身キャンディ
テレビアニメ第2作第1期「しりとり変身キャンディ」（1999年7月9日放送、映像ソフト未収録）に登場。しりとり変身カプセルと同様の効果を持つ飴玉。この飴玉をなめてから最初に見た者に変身し、しりとりに従って変身を続けることができるが、言葉の再使用はできず、最後に「ん」が付いたらそれ以上の変身は不可能となる。1粒なめると10分間は効果が続き、10分経つと元の姿に戻る。一度に複数の飴玉をなめると、それだけ効果が長続きするが、あまりに多数なめると元の姿に戻ることができない可能性がある。
しりとり変身卵
テレビアニメ第2作第2期「しりとり変身卵」（「しりとり変身カプセル」のアニメ化作品。2006年3月17日放送）に登場。しりとり変身カプセルはカプセル入りの薬剤だが、しりとり変身卵は鶏卵型の道具。目を閉じた状態でこれを頭にぶつけて割り、最初に見た物に変身する。その他はしりとり変身カプセルと同じ。
パーティ用しりとり変身カプセル
テレビアニメ第2作第2期「ほどほど宝島」（2018年3月9日放送）に登場。ドラえもんのひみつ道具「ほどほど宝島」の案内人イルカ・ホドホが選ばせたひみつ道具。海に関するものに変身できる。

## 深海クリーム
これを体に塗ると、肉体にかかる水圧を回避することができる。また、水の冷たさも感じなくなり、体温の低下を防ぐこともできる。深海一万メートルの水圧でも問題なく耐えられ、大長編『ドラえもん のび太の恐竜』では、ドラえもんが「どんな水温や水圧にも耐えられる」と説明している。

## 深海用海草胞子と魚の卵各種つめあわせ
深海用海草胞子と魚の卵各種つめあわせ（しんかいようかいそうほうしとさかなのたまごかくしゅつめあわせ）は、『ドラえもん のび太の海底鬼岩城』に登場する。
缶詰の中に海草の胞子と魚の卵の詰め合わせがたくさん入っており、缶を開けて海中に放つことで、半日も経たずに成体に育つ。本来海草や魚が育たないような深海でも生息できるよう品種改良されている。
前述の名称は原作漫画のもので、映画作中での呼称は「海藻の種と魚の卵詰め合わせ缶詰」。

## 進化退化放射線源
進化退化放射線源（しんかたいかほうしゃせんげん）は、『進化退化放射線源』（てんとう虫コミックス第8巻）、『ドラえもん のび太の創世日記』に登場する。
この道具から発する放射線を浴びせると、その生き物や機械が生物の進化の系譜上あるいは機械の発展の系譜上、進化もしくは退化した姿になる。ヘアドライヤーに似た形をしており、横にある時間座標設定ダイヤルで年数を調節して使用する（右に回すと進化、左に回すと退化）。例えばラジオの場合、退化光線を当てると次第に型が古くなって1920年代の鉱石ラジオにまで退化させることができ（アニメ第2作第2期ではラジカセに当て、録音機として退化しレコードプレーヤーや蓄音機を経て蝋管式蓄音機までになった）、進化光線を当てるとその逆に徐々に型が新しくなって大きく発展した未来のラジオ「腕ラジオ」（後述）に進化させることができる。生物の場合、人間に退化光線を当てると猿人になり、進化光線を当てると少々グロテスクな未来人の姿（脳が発達して頭が異様に大きくなり、汚れた空気を吸わないよう鼻毛が伸び、機械に頼りすぎたため手足が退化している）になる。
ドラえもんの説明によれば、本来は生物の進化の過程の研究用に開発された道具で、未来の世界では生物の祖先を探ったり進化の行く末を見るといった学術用に使用されるものだという。
原作においては後述の通り無生物に対しても効果を発揮しているが、書籍「続・ドラえもん全百科」のクイズでは、切手には使えないとされている。
この道具を使って20世紀の道具を進化させた物を以下に挙げる。
ラジオ（原作ではAM単独機、アニメ第2作第2期ではモノラルラジカセ） → 腕ラジオ
腕時計サイズの未来のラジオ。テレビ、テープレコーダー、トランシーバーの機能を内蔵。
21世紀には同様の機能を持つ携帯電話（録音機能やラジオ・テレビ受信機能のアプリケーションを装備）が実現している。
アニメ第2作第2期では、3D映像や作曲・編曲機能付きになっている。
鉛筆 → 自動タイプえんぴつ
お尻のマイクにしゃべると内蔵カートリッジの色素が光圧で紙に吹き付けられ、しゃべった通りの文章が書ける。
音声認識の文字入力機能に相当し、ドラえもんが直接ポケットから出した道具では「ききがきタイプライター」がこれに近い。
色鉛筆（アニメ第2作第2期）
1本で何色も出せ、のび太でも上手く絵が描けるペンに変わった。
電灯 → 未来の照明
天井と壁全体が光る。21世紀には有機エレクトロルミネッセンスを用いた面照明が可能になっている。
ドア → 自動ドア
アニメ第2作第2期では、通常の自動ドアと違いノブがあるのに横開きしている。
階段→エスカレーター（アニメ第2作第2期）
見た目はそのままでエスカレーターの機能が付いている。
ネズミ捕り
未来で使われているとおぼしきネズミ捕り。レーダーで獲物を探して底に付いた車輪で勝手に動き、先に付いた吸引口で大きな動物でも「ガリバートンネル」のように縮小して内部に吸い込んでしまう。ネズミが退化した大型の原始爬虫類を捕らえた。
ビデオカメラ（『ドラえもん のび太の太陽王伝説』漫画版にて）
テープも充電も不要で、立体映像を撮影・再生できる。21世紀ではテープ不要はハードディスクドライブ内蔵という形で実現している。

### 同様の効果を持つ道具
現在確認されている名称は以下の通り。
進化放射線
「ハロー宇宙人」（てんとう虫コミックス第13巻収録）に登場。
進化放射線源
「のら犬「イチ」の国」（てんとう虫コミックス第21巻収録）に登場。
以上2つは「進化退化放射線源」と形が酷似しており、名前を省略しただけ（話の中で退化放射線は使用しない）か、あるいは進化退化放射線源から退化放射線を放射する機能を削除した道具かの2つの可能性がある。
退化放射線発生ガン
「ガラパ星からきた男」（てんとう虫コミックス第45巻収録）に登場。
進化退化光線銃
『ドラえもん のび太のワンニャン時空伝』に登場。アニメ第2作第2期の『進化退化放射線源』該当話でも、副題・道具名ともこれに改称された。
進化活性光線（しんかかっせいこうせん）
テレビアニメ第2作第2期「ハロー宇宙人」（2005年5月20日放送）に登場。
進化退化ビーム（しんかたいかビーム）
テレビアニメ第2作第2期「進化退化ビーム」（2006年2月10日放送）に登場。

## しん気ろうそく立て
しん気ろうそく立て（しんきろうそくたて）は、「しん気ろうそく立て」（てんとう虫コミックス『ドラえもんプラス』第1巻に収録）に登場する。
この蝋燭立てに蝋燭（普通の物で良い）を立て、部屋を暗くして火を灯し、蝋燭立てを握って別の場所を思い浮かべると、周囲一面がその景色と化す。部屋の広さはそのままであるものの、単なる立体映像ではなく、たとえば海であれば水や砂の感触や温度は本物同様で、海で泳ぐこともできる。蝋燭の火が消えると景色は元に戻る。

## 人工太陽
人工太陽（じんこうたいよう）は、「強いペットがほしい」（てんとう虫コミックス『ドラえもんプラス』第1巻に収録）、「昔はよかった」（てんとう虫コミックス第30巻に収録）に登場する。
小さな臼のような道具の紐を引くと、野球のボールほどの大きさの太陽が打ちあがり、周囲を照らす。本物の太陽と同様に東からのぼって西へ沈むため、室内でも昼夜が訪れる。
「#しゅみの日曜農業セット」にも付属しており、こちらは「打ち上げ式豆太陽」と呼ばれている。

## 真実の旗印
真実の旗印（しんじつのはたじるし）は、「『真実の旗印』はつねに正しい」（てんとう虫コミックス第26巻に収録）に登場する。
「正」の字が3つ書かれた幟。これを身に付けてしゃべると、どんな嘘や屁理屈でも周りの人はそれを真実と思い込んでしまう。旗を手放す、下げる（第2期では地面に落とす）と効果は消え、騙された人々も正気に戻る。
旗を持たなくても、背中にかける、立てるなどでも効果はある。原作本編やアニメ第1期では掌に載るサイズだったのに対し、原作の扉絵や第2期では普通の幟の大きさだった。
類似した効果を持つ道具に「うそつ機」がある。

## 新種植物製造機
新種植物製造機（しんしゅしょくぶつせいぞうき）は、「だいこんダンスパーティー」（てんとう虫コミックス第21巻に収録）に登場する。
新種の植物を作り出す機械。種や球根の細胞内の遺伝情報をレーザーメスや電子のりで作り変えることで、意のままの植物を作り出す。以下のような植物を作り出した（特に記述が無い限り、原作本編から登場）。
スイートピーの花
蝶のように空を飛び、ジュースなどを吸う。
チューリップ
- くちびる形の花から多量の蜜を出すチューリップ。2枚の葉が腕のように人に抱きつき、キスするように花を口に押し当て蜜を飲ませる。
- ネズミ形の花が咲くチューリップ

2つとも“チュー”リップの洒落になっている。
ユリ
管楽器のように音を出す。
演奏：篠塚友里江（テレビアニメ第2作第2期、エスクラリネット使用）
スズラン
鈴のように音を出す。「ガラパ星からきた男」（てんとう虫コミックス第45巻に収録）にはこれと似たガラパ星の新植物「リンドン草」が登場。
ダイコン
大根足（二股に分かれた根の末端）で歩き回り踊る。勝手に仲間を増やし、野比家の2階を埋め尽くした。
カボチャ
「シンデレラ」に登場するもののようなカボチャの馬車。しずかを招待する迎えに出した。
ナス
子馬並みに巨大な実に四足の生えた、お盆の精霊馬のような姿をしている。上記のカボチャの馬車を引く。
ヒマワリ
テレビアニメ第2作第2期オリジナル。土に植わった状態でフラワーロックの様に踊る。
素体不明
- 一株に様々な種類の果物（スイカ、ナシ、バナナ、ブドウ、リンゴ等）が生るツタ。テレビアニメ第2作第1期では果物型の菓子になっており、スイカがシャーベット、バナナがアイスクリーム、ブドウがチョコレート、ミカンがクッキーになっている。テレビアニメ第2作第2期では樹に生り、手に取るだけでバナナの皮が剥けたりスイカが切れたりする。
- 糸電話の送受話器のような物があって通話できるツタ。かなりの距離・高さまで伸び、人間が登ることもできる。
- 茎にハープの様な弦が張り、葉で弾いて演奏する花。テレビアニメ第2作第2期オリジナル。

## 新種図鑑
新種図鑑（しんしゅずかん）は、「新種図鑑で有名になろう」（てんとう虫コミックス第28巻に収録）に登場する。
どんな生物でも新種にしてしまう道具。一見ただの本だが、表紙を開くとページの真ん中に大穴が開いており、この中に何か生物を入れてアンテナを伸ばしてスイッチを入れると、誰もその生物を見たことがなく図鑑などにも載っていない状態となり、その生物が新種として扱われることになる。中に入れる生物はゴキブリや雑草などありふれたものでも、何でもよい。
図鑑から生物を逃がすと、元通りその生物は新種でなくなる。

## しんじゅ製造アコヤケース
しんじゅ製造アコヤケース（しんじゅせいぞうアコヤケース）は、「しんじゅ製造アコヤケース」（てんとう虫コミックス第28巻に収録）に登場する。
アコヤガイ（真珠貝）を模した道具だが、大きさは本物の貝よりずっと大きく、人の体が入るほど。この中に芯になる物（鉱物でも生物でも良い）を入れて海水に浮かべておくと、本来真珠ができるのに3年かかるところを、3か月で真珠ができあがる。作中ではタイムふろしきと併用することで、製造時間を30分に短縮させていた。なお、時間経過が不十分な状態で中身を取り出した場合でも真珠は出来るが、大きさや輝きが粗悪なものになってしまう。
しずかが母の婚約記念ネックレスを壊してしまい 、足りない5粒の真珠をこのケースで作ったことで、しずかは事なきを得た。その後、スネ夫も真珠を作ろうとするが、誤ってスネ夫自身がケースの中に落ち、真珠になってしまった。
原作では足りない真珠は見つからない（探し続けない）まま終わるが、アニメでは以下のように代わりを作った後も探す部分が追加されている。
テレビアニメの第2作第1期では、このエピソードをもとにした「しずかのネックレス」（1983年4月29日初放送）で登場。しずかがこのケースのおかげで事なきを得るところまでは一緒だが、その後が変更されており、映画『のび太の結婚前夜』につながる重要な展開が描かれている。
第2作第2期（2016年5月20日放送）は、第1期よりも原作に準拠した展開で、スネ夫が誤ってケースに落ち、真珠になるというオチで終わる。また、以下の点が原作と異なる。
- 足りない真珠の数が5粒から3粒に変更されている。
- ケースのおかげで事なきを得るものの、母の話[22]を聞いたしずかは、ネックレスを壊してしまった事や、そのことを別の真珠でごまかした事に罪の意識を感じ、もう一度探そうとする。
- 真珠をもう一度探そうとするしずかの元へジャイアンが駆けつけて、彼のポケットに入っていた残り3粒の真珠が渡され、すべての真珠が見つかる。
- スネ夫が帰ってこないことを心配したスネ夫の母が、野比家を訪れない[23]。

なお余談ではあるが、真珠博士を自称するスネ夫はネックレスを300万円と言ったが、しずかの母は「そんなに高い物じゃないわ。ごく普通のネックレスよ」と笑って否定している。

## 人生やりなおし機
人生やりなおし機（じんせいやりなおしき）は、「人生やりなおし機」（てんとう虫コミックス第15巻に収録）に登場する。
過去の人生を振り返り「あの時こうすれば良かった」「今ならあんな失敗はしない」などと思ったとき、その時点からの人生をもう一度やり直すことのできる機械。本体と、本体にコードで接続されたヘッドバンドとで構成され、ヘッドバンドを頭に装着して本体の機械で年齢を指定して作動させると、周囲の時間はその時代へ、そして使用者はその年齢の肉体へと戻り、人生を歩み直すことができる。本人の知力、体力、記憶などは元のままなので、基本的に同じ失敗を二度と繰り返さずに済む。機械使用後の人生においてもう一度機械を使用することで、元の時代へ戻ることもできる。
「人生やりなおし計画」（1993年3月26日放送、映像ソフト未収録）にも同名の道具が登場しているが、道具の形状が異なり、使用者の知力、体力、記憶はそのままで昔の肉体に戻るのは同じだが、周囲の時間は移動しない。
あまりにもそのまんまなネーミングと機能から、しばしば伊集院光がネタにする道具。

## 人体とりかえ機
人体とりかえ機（じんたいとりかえき）は、「からだの部品とりかえっこ」（てんとう虫コミックス第11巻に収録）に登場する。
その名のとおり人体の部品を取り替えることのできる道具で、家の中では使えないほど大きな機械。人体が入るほどの大きさのカプセルが2つ左右に設置されていて、部品を取り替えるにはその間に挟まれた制御装置に設けられた人体の図に付いているそれぞれの部分のボタンを押す。たとえば、手のボタンを押すとカプセルに入った2人の人間の手を取り替えられる。また頭のボタンを押すと首から上の部分が入れ替わる。これは頭と共に精神も入れ替わる事になり、つまり実質的に首から下（手、胴体、足）の部分をすべて取り替えたのと同じことになる（のび太のそもそもの使用目的は「しずかと頭を交換して宿題を解く」ことだったが、結局その使い方はできないとわかった）。
「人体」と称しているが、対象の者はロボットや動物でも可能（ドラえもんが足をしずかのものと交換している）。カプセルには窓が付いており、そこから棒を伸ばしてボタンを押して操作する事が出来る。
テレビアニメ第2作第2期では名称を「人体部品とりかえ機」としている。

## 新聞社ごっこセット
新聞社ごっこセット（しんぶんしゃごっこセット）は、「新聞社ごっこセット」（てんとう虫コミックス『ドラえもんプラス』6巻に収録）に登場する。
未来の世界の子供たちが新聞社ごっこに使う道具。まず「記者カバン」のアンテナを伸ばすと、アンテナが事件のある方向を指し示す。すかさず「PRESS」と書かれた旗を頭に乗せると、ひとりでに自分の足が走り出し、あっという間に現場に急行できる。記者カバンに内蔵されているカメラで事件の様子を撮影すると、写真が現像され、さらに記事が自動的に作成されて紙テープに印刷される。これを持ち帰り、小さな新聞社のような形をした道具に写真とテープを放り込むと、新聞になって印刷される。
名称に「ごっこ」と付くだけあり、記者カバンは子供の新聞遊びで話題になりそうな小さな出来事でもたやすく反応する。のび太が使用したときは「野良猫に子供が産まれた」「ラジコン飛行機の墜落事故」といったものばかりであった。

## 新聞日づけ変更ポスト
新聞日づけ変更ポスト（しんぶんひづけへんこうポスト）は、「あしたの新聞」（てんとう虫コミックス第25巻に収録）に登場する。
この道具に新聞紙を入れてダイヤルを調節すると、指定した日付の新聞に変えることができる。たとえば昨日の日付の古新聞を入れてダイヤルをひとつ進めれば、本日発行の新しい新聞となってちゃんと最新のニュースが載っている。さらにダイヤルをもうひとつ進めれば明日の新聞となり、明日報道されるはずのニュースを前もって知ることもできる。ただしタイムマシンなどで未来を変えてしまうと、紙面上の記事が変わってしまうこともある。

## 進路アドバイザー
進路アドバイザー（しんろアドバイザー）は、「左、直、右、右、左...」（てんとう虫コミックス第41巻に収録）に登場する。
困っていることをこの道具に言うと、「右」「左」「直」などと印刷された紙テープが出力され、その通りに歩くと（「直」は直進の意）、困っていることの解決する場所へたどり着くことができる。